# Czarny Keresz
Czarny Keresz (węg. Fekete-Körös, rum. Crișul Negru) – rzeka w zachodniej Rumunii i we wschodnich Węgrzech. Wspólnie z Białym Kereszem tworzy Keresz – dopływ Cisy w zlewisku Morza Czarnego. Długość – 168 km (147,5 km w Rumunii, 20,5 km na Węgrzech). 
Źródła Czarnego Kereszu znajdują się na zachodnich stokach masywu Biharu. Rzeka płynie na północ Kotliną Beiuș, po czym skręca na zachód, omijając od północy Góry Codru. Koło wsi Zerind przecina granicę rumuńsko-węgierską i niedaleko wsi Doboz łączy się z Białym Kereszem.